# Hannah Montana Forever (ścieżka dźwiękowa)
Hannah Montana Forever – ścieżka dźwiękowa do czwartej serii amerykańskiego serialu Disney Channel Hannah Montana, która jest tak samo zatytułowana. Została ona wydana 15 października w Niemczech przez Walt Disney Records. Jest to już piąty i ostatni album z dyskografii fikcyjnej postaci Hannah Montany, w którą wciela się Miley Cyrus. Na albumie można usłyszeć trzy duety, z Iyazem, Sheryl Crow i Billym Rayem Cyrusem.
Z albumu wydano dwa single promujące płytę, z czego „Ordinary Girl” uplasowało się na dziewięćdziesiątym pierwszym miejscu listy Billboardu Hot 100. „Are You Ready” i „Gonna Get This” wydano jako single promo, gdzie ten drugi zadebiutował na sześćdziesiątym szóstym miejscu Hot 100.

## Tło
Piosenka otwierająca album „Gonna Get This”, duet z piosenkarzem z Brytyjskich Wysp Dziewiczych został napisany przez Niclasa Molindera, Joacima Perssona, Johana Alkenasa i Drewa Ryana Scotta. Iyaz stwierdził, że bardzo często słucha piosenek Miley, a serial Hannah Montana jest jego ulubionym z Disney Channel. „Oglądam ten serial od bardzo długiego czasu i wreszcie mogłem nagrać piosenkę z Miley”, powiedział. „Gonna Get This” zostało nagrane w kwietniu 2010 roku, bardzo szybko, ze względu na pojawienie się Iyaza w jednym z odcinków serialu Hannah Montanao. On pierwszy przybył do studia nie wiedząc, czego się spodziewać i stał niezdecydowany, ale w końcu nie mógł uwierzyć, że „wyciągnął ją. „Iyaz opisane „Gonna Get This” twierdząc, że Cyrus dodała piosence swój niezwykły, popisowy styl, podczas gdy on dodał „zakręcony wyspiarski styl.” Utwór wyciekł do internetu w lipcu 2010 roku, zatytułowany „This Boy That Girl”.
Toby Gad współpracował nad tekstem do piosenki „Ordinary Girl”, „Que Será” i „Are You Ready”. Ponadto nad ostatnią pracował także BC Jean i Lyrica Anderson. Utwór został nagrany w listopadzie 2008 roku i miał się znaleźć na ścieżce dźwiękowej Hannah Montana 3, jednak planów tych nie zrealizowano. Duet z Sheryl Crow, która pojawiła się w odcinku „It’s the End of the Jake as We Know It”, zatytułowany „Need a Little Love” napisała sama Jaime Houston. „Love That Lets Go”, duet z Billym Rayem Cyrusem został skomponowany przez Adama Andersa i Nikki Hassman. „I’m Still Good” i „Been Here All Along” zostały napisane przez Jennie Lurie, Arisa Archontisa i Chen Neeman. Hannah Montana Forever wydano po raz pierwszy 15 października 2010 roku w Niemczech, natomiast 19 października tego samego roku w Stanach Zjednoczonych.

## Struktura muzyczna
Zgodnie z Walt Disney Records, Hannah Montana Forever obejmuje wiele muzycznych gatunków, od intymnych ballad do bezpośredniego popu. „Gonna Get This” zawiera syntezatory i karaibskie melodie. Muzycznie ballada „Ordinary Girl” to piosenka pop charakteryzująca się dojrzałym wokalem i perkusją w tle. Tekstowo „Ordinary Girl” stara się przekonać widzów, że mimo sławy, ona jest po prostu normalną dziewczyną. „Kiss It Goodbye” jest optymistycznym dance-popowym, z elementami pop-rocka numerem, a „I’ll Always Remember You” lirycznie mówi o uczuciach, które występują po pożegnaniu. „Need a Little Love” jest bogata w popowowe harmonie. „Are You Ready” to optymistyczny utwór, zainspirowany muzyką klubową. Ballada „Love To Lets Go” to hołd dla Miley i jej ojca, którzy tworzą duet, zarówno na ekranie, jak i poza nim. „I’m Still Good” to kompozycja utrzymana w średnim tempie z pop-rockowymi elementami w strukturze muzycznej, a „Been Here All Along” to ballada o miłości na odległość. Piosenka zamykająca album „Barefoot Cinderella” została opisana jako „eksplozja muzyki pop” przez Walt Disney Records.

## Krytyka
| AllMusic             | [ 13 ] |
| Common Sense Media   | [ 14 ] |
| Entertainment Weekly | (B+)   |

Album otrzymał mieszane recenzje. Heather Phares z AllMusic dała albumowi 2.5 na 5 pięć gwiazdek i stwierdziła: „Hannah Montana Forever nie stroni od tego, że to koniec i że Cyrus i jej fani dorastają. Zamiast tego, te piosenki próbują zaprezentować rosnąca liczba muzyki Cyrus, którą jej publiczność słucha, ale wynik jest daremny... album brzmi jak rozproszenie zamiast wszechstronnie. „Phares skrytykowała „Que Sera” i „Kiss It Goodbye” za „irytujący wokal”, choć chwaliła „Ordinary Girl”, „I’ll Always Remember You”, „Love That Lets Go” i „Been Here All Along”, komentując: „Nic dziwnego, że najlepsze piosenki z albumu są o pożegnaniach i pozwalają przejść do czegoś następnego. Zakończyła recenzję słowami: „Album zamyka z „Barefoot Cinderella” – niefrasobliwy utworów pop, który brzmi zadziwiająco podobnie jak hit Cyrus „Party in the U.S.A.”. Hannah Montana Forever udowadnia, że każdy związany z Hannah Montaną jest gotowy iść dalej bez niej.” Entertainment Weekly był bardziej łaskawszy, przyznając notę B+, pisząc: „Miley Cyrus jest nierozgromiona na "Can’t Be Tamed”, ale ona potrafi być też bardziej delikatna jak na Hannah Montana Forever, ścieżki dźwiękowej do ostatniego sezonu jej telewizyjnego show. W końcu zdejmuję blond perukę Hannah. Nic nie może się równać z radością z jaką śpiewa I’m free as a bird (Jestem wolna jak ptak) podczas „Que Sera”. „Love That Lets Go” to akustyczny duet z tatą Billym Rayem, który jest „bardziej słodki, czy soczysty. Magazyn „I’m Still Good” i „Need a Little Love” okrzyknął najlepszymi piosenkami. Common Sense Media dał albumowi 4 z 5 gwiazdek, komentując „muzyka na Hannah Montana Forever jest miłą mieszanką poprockowych, syntezowych utworów i słodkich ballad, z czego Hannah Montana jest znana, a także na albumie znajdujemy zabawę we wszystkich porach roku, przyjaciół, rodzinę i muzykę.”

## Sukces komercyjny
Album zadebiutował na jedenastej pozycji Billboard 200. To najniżej notowany album Miley, który jak żaden poprzedni nie dotarł do pierwszej dziesiątki. Wydawnictwo jest także pierwszym albumem Hannah Montany z pominięciem Hannah Montana: Hits Remixed, który nie znalazł się na jednym z pierwszych dziesięciu miejsc. W pierwszym tygodniu album sprzedał się w nakładzie 28 tys., czyli o ponad 109 tys. kopii mniej niż Hannah Montana 3.

## Single
- „Ordinary Girl” został wydany 2 lipca 2010 jako drugi singel z płyty. Tego właśnie dnia odbyła się jego premiera w Radiu Disney, a jego teledysk ukazał się na Disney Channel. 6 lipca został on wydany do sprzedaży cyfrowej[19], która okazała się wysoka, co dało piosence miejsce 91 na liście Billboardu Hot 100[2]. Oprócz tego uplasował się na drugim miejscu listy Top 30 Countdown w Radiu Disney[20].
- „I’m Still Good” został 13 sierpnia 2010 wydany w Radiu Disney jako trzeci singel z albumu[21]. Dwa dni później ukazał się teledysk do utworu, przedstawiający Hannah Montanę śpiewającą na scenie.

## Promocja
„Are You Ready (Superstar)” wyciekł do internetu pod koniec 2008 jako utwór z albumu Hannah Montana 3 (2009). Ostatecznie, znalazł się on na ścieżce dźwiękowej do czwartej serii, a 14 maja 2010 został wydany w Radiu Disney jako pierwszy promujący ją singel promo. 1 lipca ukazał się w wersji mp3 do zakupu poprzez sklep internetowy Walmart, a w Europie został wydany z kolei 3 września 2010 roku. Piosenka znalazła się na trzecim miejscu listy Top 30 Countdown Radia Disney. Następnie „I’m Still Good” i „Que Será” miały swoją premierę, odpowiednio 13 sierpnia oraz 3 września 2010 roku za pośrednictwem Radio Disney. Do „Been Here All Along” nakręcono wideoklip. W teledysku do „Que Sera” widzimy Miley, jak i Hannah w studiu nagraniowym. Wideoklip, jak i premiera utworu „Gonna Get This” odbyły się 24 września 2010 roku, a 5 października tego samego roku kompozycję wydano jako drugi singiel promo, tylko i wyłącznie przez amerykański iTunes Store. „Wherever I Go” dodano do rozgłośni Radio Disney zaraz po zakończeniu sezonu.

## Lista utworów
| Nr  | Tytuł                                           | Autor                                                                | Producenci               | Czas |
| --- | ----------------------------------------------- | -------------------------------------------------------------------- | ------------------------ | ---- |
| 1.  | "Gonna Get This" (featuring Iyaz)               | Niclas Molinder, Joacim Persson, Johan Alkenäs, Drew Ryan Scott      | Twin, Alke               | 3:16 |
| 2.  | "Que Sera"                                      | Toby Gad, BC Jean, Denise Rich                                       | Gad                      | 2:59 |
| 3.  | "Ordinary Girl"                                 | Gad, Arama Brown                                                     | Gad                      | 2:57 |
| 4.  | "Kiss It Goodbye"                               | Molinder, Persson, Jakob Hazell, Charlie Masson, Christoffer Wikberg | Fishman, Hazell          | 2:45 |
| 5.  | "I’ll Always Remember You"                      | Mitch Allan, Jessi Alexander                                         | Allan                    | 3:53 |
| 6.  | "Need a Little Love" (featuring Sheryl Crow)    | Jamie Houston                                                        | Houston                  | 3:55 |
| 7.  | "Are You Ready"                                 | Gad, Jean, Lyrica Anderson                                           | Gad                      | 3:16 |
| 8.  | "Love That Lets Go" (featuring Billy Ray Cyrus) | Adam Anders, Nikki Hassman                                           | Anders                   | 3:06 |
| 9.  | "I’m Still Good"                                | Jennie Lurie, Aris Archontis, Chen Neeman                            | Lurie, Archontis, Neeman | 3:17 |
| 10. | "Been Here All Along"                           | Lurie, Archontis, Neeman                                             | Lurie, Archontis, Neeman | 4:01 |
| 11. | "Barefoot Cinderella"                           | Houston, James Dean Hicks                                            | Houston                  | 2:56 |

| U.S. iTunes Store bonus track'                                                                                        |
| --- |
| 15. „Wherever I Go” (featuring Emily Osment) – Adam Watts, Andy Dodd and HitmanKTI – Watts, Dodd and HitmanKTI – 3:31 |

### Notowania
| Listy (2010)                      | Najwyższe pozycje |
| --------------------------------- | ----------------- |
| Austria (IFPI)                    | 25                |
| Belgia (Ultratop 50 Flandria)     | 90                |
| Belgia (Ultratop 50 Walonia)      | 81                |
| Francja (SNEP)                    | 55                |
| Hiszpania (PROMUSICAE)            | 23                |
| Irlandia (Irish Albums Chart)     | 25                |
| Meksyk (AMPROFON)                 | 33                |
| Nowa Zelandia (RIANZ)             | 32                |
| Polska (OLiS)                     | 24                |
| Portugalia (AFP)                  | 9                 |
| Stany Zjednoczone (Billboard 200) | 11                |
| Szwajcaria (Schweizer Hitparade)  | 74                |
| Świat (World Chart)               | 25                |
| Wielka Brytania (UK Albums Chart) | 38                |

| 2010 | „Gonna Get This” | –  | 66 |
| 2010 | „Ordinary Girl”  | 28 | 91 |